# André Vingt-Trois

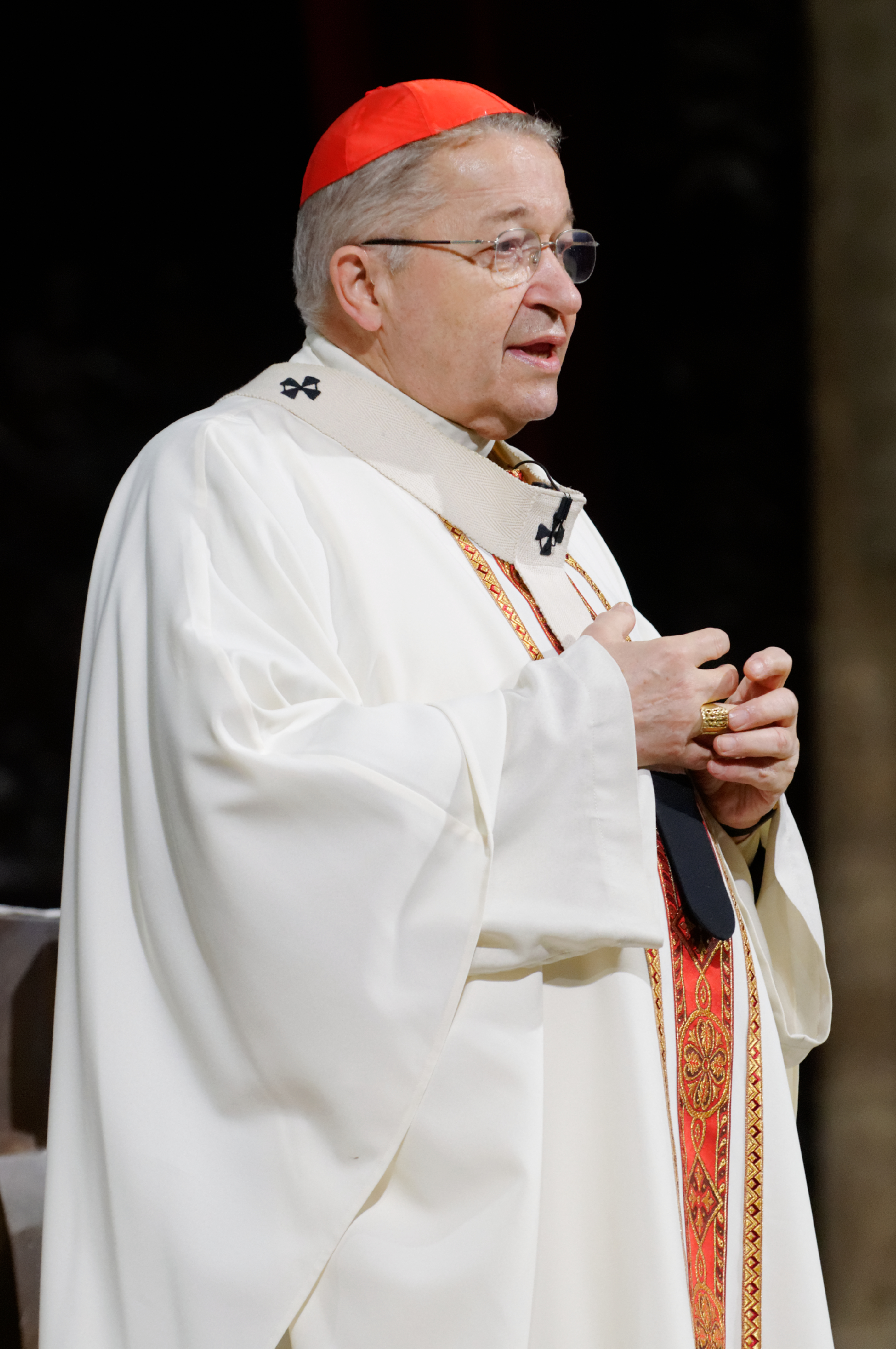
André Kardinal Vingt-Trois, Erzbischof von Paris (2012)

Wappen des Kardinals als Erzbischof von Paris.

André Armand Kardinal Vingt-Trois (* 7. November 1942 in Paris; † 18. Juli 2025 ebenda) war ein französischer Geistlicher und römisch-katholischer Erzbischof von Paris.

## Leben
André Vingt-Trois wurde als Kind von Paulette Vuillamy und Armand Vingt-Trois im 5. Pariser Arrondissement geboren. Nach der Schulzeit am Lycée Henri IV studierte er ab 1962 Katholische Theologie und Philosophie am Priesterseminar Saint-Sulpice in Issy-les-Moulineaux. Das Studium, das er wegen des Wehrdienstes, bei dem er in der Bundesrepublik Deutschland stationiert war, von 1964 bis 1965 unterbrechen musste, schloss er mit dem theologischen Lizenziat am Institut Catholique de Paris ab.
Am 28. Juni 1969 empfing er durch François Kardinal Marty das Sakrament der Priesterweihe. Anschließend war er Kaplan in der Pfarrei Sainte-Jeanne de Chantal im 16. Pariser Arrondissement. 1974 wurde er zum Direktor des Seminars Saint-Sulpice ernannt und unterrichtete dort zudem Moraltheologie und Sakramententheologie.
Nach der Ernennung von Jean-Marie Lustiger zum Pariser Erzbischof im Jahre 1981 ernannte ihn dieser zum Generalvikar der Erzdiözese. Papst Johannes Paul II. ernannte ihn am 25. Juni 1988 zum Titularbischof von Thibilis und bestellte ihn zum Weihbischof in Paris. Die Bischofsweihe empfing er am 14. Oktober desselben Jahres durch Jean-Marie Kardinal Lustiger. Sein Bischofsmotto “Sic enim Deus dilexit mundum” (deutsch: „Denn so hat Gott die Welt geliebt“) entnahm er dem Johannesevangelium (Joh 3,16 ).
Am 21. April 1999 wurde er zum Erzbischof von Tours und am 11. Februar 2005 als Nachfolger von Jean-Marie Kardinal Lustiger zum Erzbischof von Paris ernannt. Die feierliche Amtsübernahme erfolgte durch die Inthronisation am 5. März desselben Jahres in der Kathedrale Notre Dame de Paris. Darüber hinaus wurde er am 14. März 2005 zum Ordinarius für die Gläubigen des byzantinischen Ritus in Frankreich ernannt.
Vingt-Trois wurde am 5. November 2007 in Lourdes zum Präsidenten der Französischen Bischofskonferenz gewählt. 2013 löste ihn Georges Pontier in diesem Amt ab.
Am 24. November 2007 nahm ihn Benedikt XVI. als Kardinalpriester mit der Titelkirche San Luigi dei Francesi in das Kardinalskollegium auf. Er nahm damit am Konklave 2013 teil, bei dem Papst Franziskus gewählt wurde.
2012 wurde André Vingt-Trois in den Ritterorden vom Heiligen Grab zu Jerusalem investiert.
Am 7. Dezember 2017 nahm Papst Franziskus das altersbedingte Rücktrittsgesuch an und ernannte Michel Aupetit, den Bischof von Nanterre, zu seinem Nachfolger.

## Überdiözesane Aufgaben

### Römische Kurie
Kardinal Vingt-Trois war Mitglied folgender Dikasterien der Römischen Kurie:
- seit 2002 Mitglied im Päpstlichen Rat für die Familie[6] (bestätigt 2008)[7]
- seit 2007 Mitglied der Kongregation für die Bischöfe[8] (bestätigt 2008[7] und 2013[9])
- seit 2008 Mitglied im Päpstlichen Rat für die Seelsorge an Migranten und Menschen unterwegs[10]
- seit 2010 Mitglied der Kongregation für den Klerus[11] (bestätigt 2014)[12]
- seit 2012 der Kongregation für die orientalischen Kirchen[13] (bestätigt 2014)[14]

### Bischofssynode
Kardinal Vingt-Trois war Mitglied folgender Versammlungen der Bischofssynode:
- 12. Generalversammlung (5. bis 26. Oktober 2008)[15]
- Zweite Sonderversammlung für Afrika (4. bis 25. Oktober 2009)[16]
- 13. Generalversammlung (7. bis 28. Oktober 2012)[17]
- 14. Generalversammlung (4. bis 25. Oktober 2015)[18]

### Französische Bischofskonferenz
- 1988–1997 Mitglied des ständigen Komitees für Information und Kommunikation
- 1997–1999 Mitglied des ständigen Komitees für ökonomische Angelegenheiten
- 1998–2005 Vorsitzender der Kommission für Familien
- 2007–2013 Präsident der Französischen Bischofskonferenz